# ФК Јабланица Медвеђа
ФК Јабланица је српски фудбалски клуб из Медвеђe и тренутно се такмичи у Зони Југ, четвртом такмичарском нивоу српског фудбала. У сезони 2016/17. Јабланица је освојила прво место у Јабланичкој окружној лиги.